# 光果卫矛
光果卫矛（学名：Euonymus pseudo-sootepensis）是卫矛科卫矛属的植物，是中国的特有植物。分布于中国大陆的西藏等地，生长于海拔2,100米至2,200米的地区，多生长于山地杂木林中及岩石上，目前尚未由人工引种栽培。